# ريتشي غراي
ريتشي غراي (بالإنجليزية: Richie Gray)‏ هو لاعب اتحاد الرغبي بريطاني، ولد في 24 أغسطس 1989 في غلاسكو في المملكة المتحدة.

## وصلات خارجية
- ريتشي غراي على موقع دوري الرغبي الممتاز (الإنجليزية)
- ريتشي غراي عل موقع إسبنسكروم (الإنجليزية)
- ريتشي غراي على موقع ItsRugby.co.uk (الإنجليزية)